# Argentina vs. Inglaterra (1986)
Argentina vs. Inglaterra fue un partido de fútbol disputado el 22 de junio de 1986 en el Estadio Azteca de la Ciudad de México, entre las selecciones de Argentina e Inglaterra por los cuartos de final de la Copa del Mundo. Este partido se jugó cuatro años después de la guerra de las Malvinas, librada entre Argentina y el Reino Unido, y es parte de una rivalidad futbolística entre las dos selecciones que comenzó veinte años antes en la Copa Mundial de Fútbol de 1966 celebrada en Inglaterra.
Durante el encuentro, Diego Armando Maradona convirtió dos goles extraordinarios: el primero, a los 51 minutos de comenzado el partido, lo realizó utilizando su mano izquierda, mientras que el segundo, lo convirtió cuatro minutos después, luego de partir desde la mitad del campo argentino y gambetear a cinco jugadores ingleses: Peter Beardsley, Peter Reid, Terry Butcher, en dos oportunidades, Terry Fenwick y al arquero Peter Shilton. Gary Lineker convirtió de cabeza el gol de descuento de la selección inglesa en el minuto 81, finalizando el partido con el triunfo de la selección argentina por 2 a 1.
Los dos goles de Diego Maradona: «La Mano de Dios» y el «Gol del Siglo». La Mano de Dios se refiere al primer gol de Maradona, donde utilizó su mano izquierda para golpear el balón y enviarlo al fondo de la red, algo que el árbitro no vio, validando el gol. Hubo una gran controversia y críticas por la falta de fair play de Maradona, mientras que los aficionados argentinos lo celebraron como un acto de picardía y viveza. El «Gol del Siglo» es el segundo gol de él en ese partido, donde dribló a cinco jugadores ingleses más el portero antes de anotar. Este gol es considerado uno de los mejores en la historia de los mundiales, También comentó que el primer gol fue anotado “un poco con la cabeza de Maradona y otro poco con la mano de Dios”, mientras que sobre el segundo gol mencionó que fue el mejor de su carrera.
Este partido consolidó la reputación de Maradona como uno de los mejores futbolistas del mundo y una leyenda del deporte. Más allá del fútbol, el partido tuvo un trasfondo político, ya que se jugó cuatro años después de la Guerra de las Malvinas entre Argentina y el Reino Unido, lo que añadió una carga emocional y simbólica al encuentro, En Argentina, la victoria fue celebrada masivamente y se consideró una revancha simbólica después de la Guerra de las Malvinas. También fue aclamado como héroe nacional.
Diego Maradona siempre defendió su gol con la mano como una viveza del fútbol, mientras que los jugadores ingleses y Bobby Robson lo consideraron un acto de trampa. Años después, el incidente sigue siendo tema de conversación y análisis.

## Rivalidad

### Futbolística

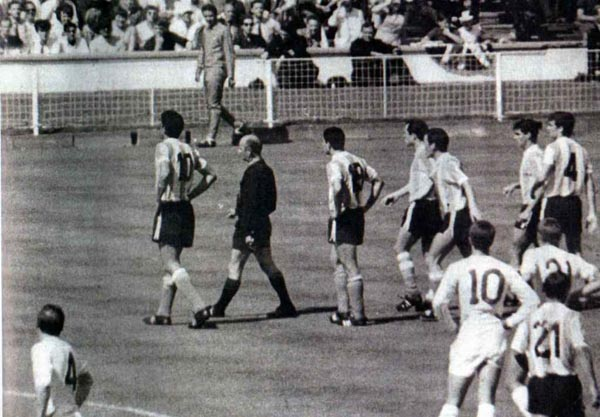
Rattín es expulsado por el árbitro Rudolf Kreitlein.

La rivalidad entre los seleccionados de Argentina e Inglaterra se remonta a la Copa del Mundo de 1966, en el partido por los cuartos de final jugado en el Estadio de Wembley, en Londres. En un partido agresivo, con 19 faltas realizadas por los argentinos y 33 por los ingleses, el capitán argentino Antonio Rattín fue expulsado a los 35 minutos del campo de juego tras discutir con el árbitro, el alemán Rudolf Kreitlein. Según palabras del argentino él solo había pedido un intérprete para poder comunicarse, dado que no hablaba alemán y el árbitro no hablaba español. Según Kreitlein, a pesar de no hablar el idioma, la mirada que tenía Rattín fue suficiente para entender el contexto.
El jugador, creyendo que el árbitro alemán que dirigía el encuentro no era imparcial, se negó a retirarse del campo de juego y mantuvo las protestas y el intercambio de insultos con el público por diez minutos. Esto llevó al técnico inglés Alf Ramsey a calificar a los argentinos como «animales», comentarios que fueron vistos como racistas por los sudamericanos.

### La guerra de las Malvinas

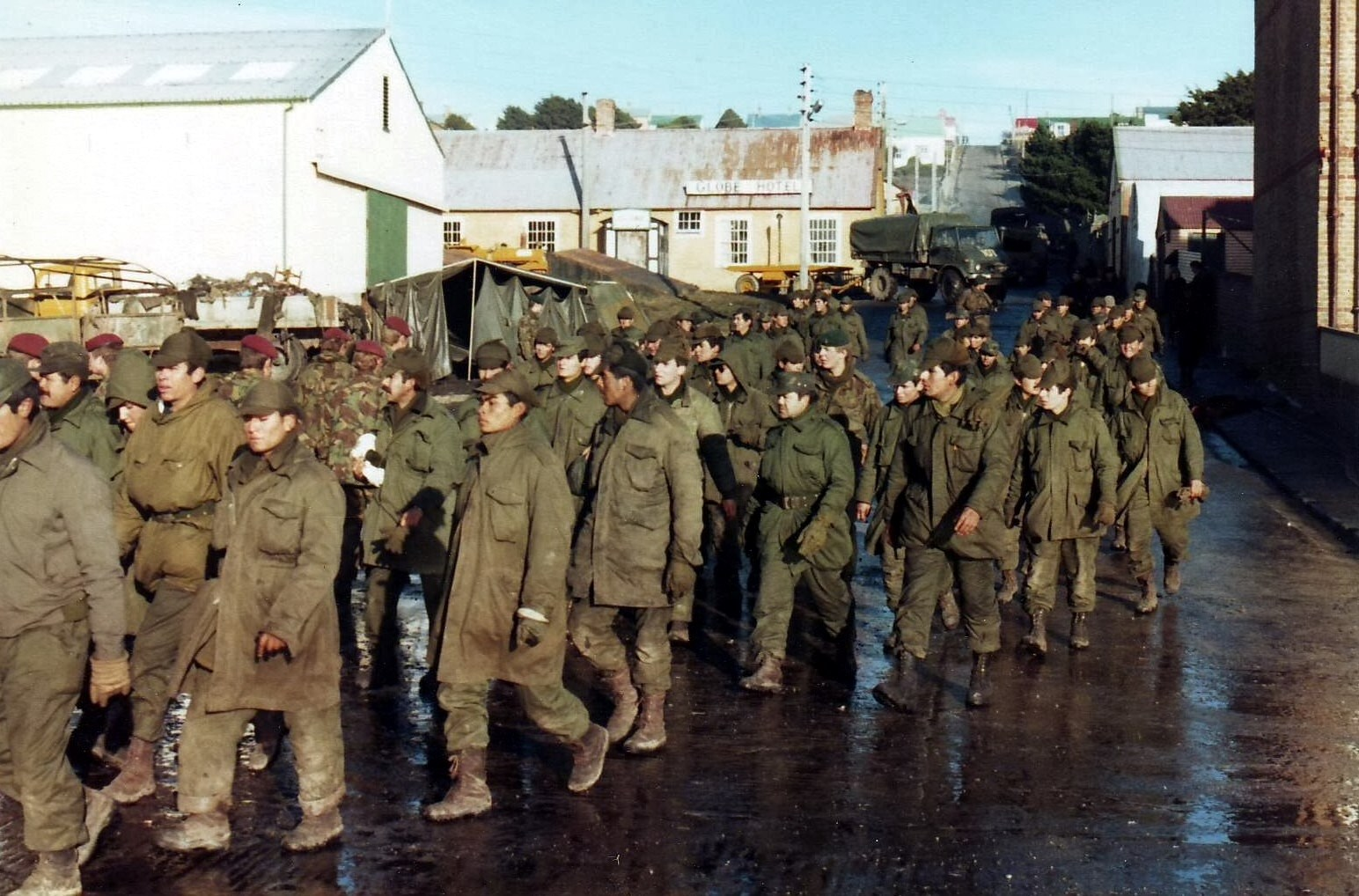
Prisioneros de guerra argentinos luego de la rendición.

La guerra de Malvinas fue un conflicto bélico entre Argentina y el Reino Unido que tuvo lugar en las islas Malvinas, Georgias del Sur y Sandwich del Sur, territorios considerados en litigio. La guerra se inició el 2 de abril de 1982, cuando tropas de las Fuerzas Armadas argentinas desembarcaron en las islas Malvinas y las ocuparon con la intención de reclamar la soberanía, y finalizó el 14 de junio, luego de 74 días, tras la rendición argentina. El conflicto le costó la vida a 649 soldados argentinos, 255 británicos y 3 civiles e interrumpió las relaciones diplomáticas entre las dos naciones durante ocho años, restableciéndose en 1990, aunque sin que ninguno renunciara a la soberanía, con el Tratado de Madrid.

#### Las «clases 62 y 63»
En las filas de las Fuerzas Armadas Argentinas no se encontraban solo soldados profesionales, pues más de la mitad de las tropas enviadas fueron conscriptos. La gran mayoría de ellos había nacido entre 1962 y 1963
, y la selección de fútbol argentina tenía cinco jugadores pertenecientes a la «clase 62» que, si bien eran de la misma generación, por diferentes razones no participaron del conflicto bélico. Sergio Batista y Héctor Enrique no hicieron el servicio militar porque no fueron seleccionados en el sorteo. Néstor Clausen a principios de los 80 ya jugaba en la Primera División argentina para el Club Atlético Independiente, y las gestiones del club permitieron que no fuera obligado a realizarlo. Jorge Burruchaga y Carlos Tapia, en cambio, sí realizaron el servicio militar, pero no fueron enviados al combate.

¿Sabés la cantidad de veces que pensé que podía viajar a las Malvinas? Después de la guerra, seguí yendo tres semanas al regimiento, hasta que nos dieron la baja, y en ese tiempo nos preguntábamos con los otros conscriptos: "¿Te acordás de fulano?, murió". "¿Y te acordás del otro? También murió".

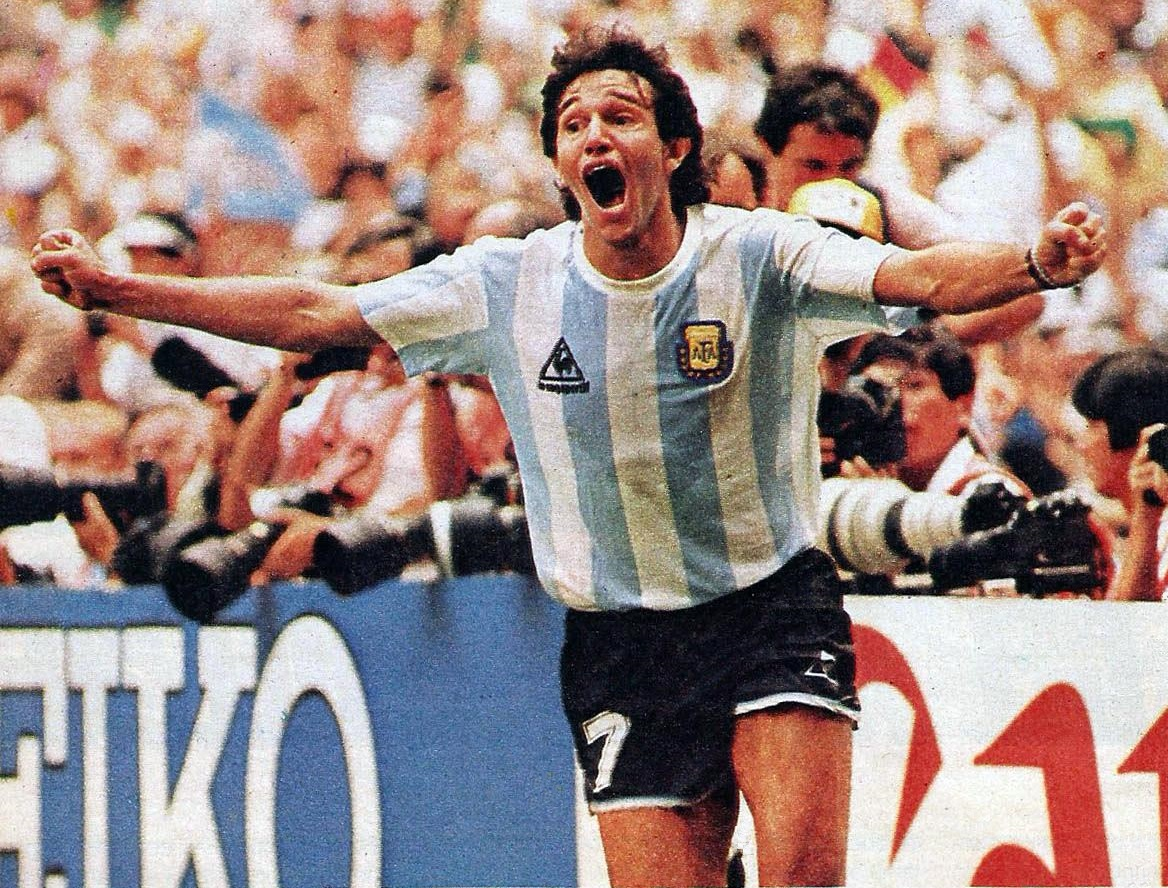
Jorge Burruchaga.

## Clasificación a los cuartos de final

### Argentina

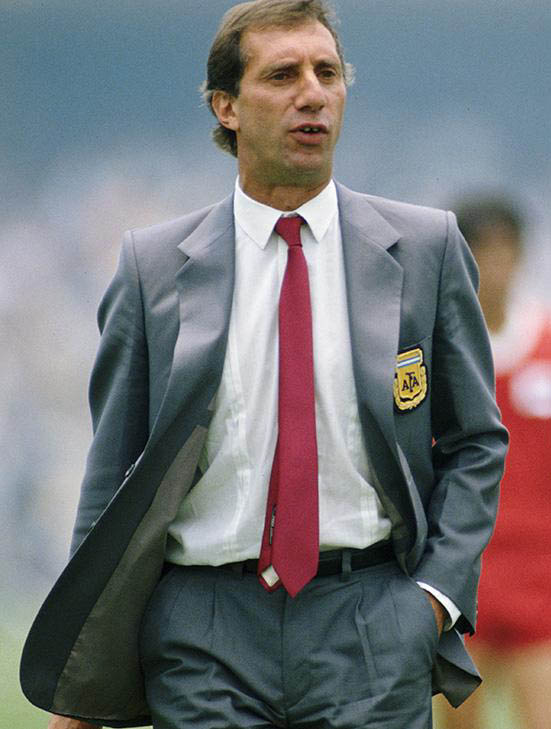
Carlos Bilardo, entrenador de la selección argentina.

Argentina se había clasificado para la fase final del Mundial tras obtener la primera posición de su grupo en la clasificación de la CONMEBOL, luego de empatar contra la selección de Perú por 2 a 2 a pocos minutos del final del partido. El juego de la selección había sido muy criticado por la prensa, principalmente por el diario Clarín, y esas críticas se encontraban influenciadas por el conflicto entre el entrenador Carlos Bilardo y César Luis Menotti, quien había estado a cargo de la dirección técnica hasta 1983.
Durante los partidos previos al Mundial el juego del equipo no había mejorado y, luego de una gira de partidos por Europa, en la que perdió 2 a 0 frente a Francia y obtuvo dos triunfos deslucidos frente al Nápoles por 2 a 1 y al Grasshoppers por 1 a 0, las críticas se mantuvieron. También surgieron presiones para destituir a Bilardo de otros lugares además del periodismo: Rodolfo O'Reilly, secretario de Deportes, realizó críticas públicas al juego de la selección por pedido del presidente Raúl Alfonsín. Varios periodistas y Diego Maradona respaldaron a Bilardo, así como también la máxima autoridad de la Asociación del Fútbol Argentino, Julio Grondona. Menotti, en cambio, declaró en defensa de O'Reilly:

El técnico de la selección tiene que representar el sentimiento y el gusto del pueblo argentino por el fútbol. Pero si alguien lo dice en voz alta, como O’Reilly, los enanos mentales corren a buscar fantasmas: el golpe, el complot. La verdad es muy clara: a nadie le gusta la selección.
César Luis Menotti.

El equipo partió de Buenos Aires el 24 de abril y, luego de un amistoso contra Noruega, en el que perdió 1 a 0 y un triunfo frente a Israel por 7 a 2, arribó a la Ciudad de México el 5 de mayo, veintiséis días antes del debut, para comenzar a acostumbrarse a la altura y el calor. Solo abandonaron la ciudad para jugar un amistoso en Barranquilla el 15 de mayo frente a Junior, que terminó en un empate sin goles, para volver inmediatamente a México.
La situación del capitán del equipo, Diego Maradona, tampoco era la mejor: a los problemas físicos que tenía en la rodilla derecha causados por un golpe de un hincha durante las eliminatorias se le sumaba el conflicto con varios jugadores que tenían una buena relación con Menotti, especialmente con quien había sido el capitán durante su dirección técnica, Daniel Passarella. Tanto en Barranquilla como en México el plantel decidió realizar una serie de reuniones sin el director técnico, para intentar solucionar sus problemas internos. Sin embargo la relación entre Maradona y Pasarrella nunca mejoró y con la cercanía de la Copa del Mundo Maradona recuperaría su plenitud física y Passarella, en cambio, tendría una serie de problemas de salud que lo marginarían del torneo.

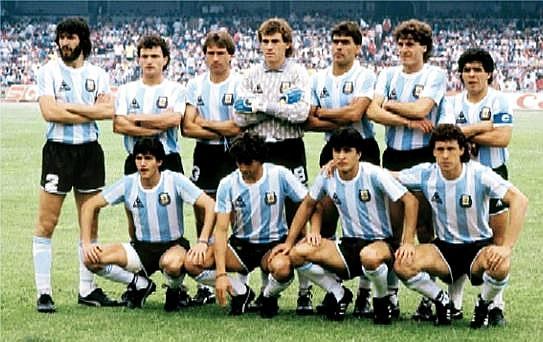
El equipo frente a Corea del Sur.

Argentina estableció su búnker en el predio del Club América, a pocos minutos del Estadio Azteca, en Coapa, al sudeste de la Ciudad de México. La preparación había comenzado meses antes, cuando en el mes de enero catorce jugadores que jugaban en el fútbol argentino viajaron a Tilcara, en el norte argentino, con la intención de aclimatarse a la altura. En las semanas previas al torneo realizaron algunos partidos amistosos contra clubes que terminaron en victorias: contra el América por 3 a 2, el Atlante por 3 a 0 y el Neza por 3 a 1. El entrenamiento fue exigente hasta el primer partido, cuando el entrenador decidió no realizar más preparación física:

Los muchachos llegan muertos después de la temporada en sus clubes. Lo que hicimos fue ponerlos 10 puntos para el primer partido y después los cuidamos. Simulaba entrenamientos, porque también había algo que hacer. Que se toquen los tobillos, que siempre hagan algo, que nadie esté parado. Si no lo hacés, los periodistas te rompen los huevos.
Carlos Bilardo.

El debut en la fase de grupos fue el 2 de junio frente a Corea del Sur por 3 a 1, con dos goles de Jorge Valdano y uno de Oscar Ruggeri. Tres días después consiguió un empate 1 a 1 frente a Italia, con un gol de Maradona, y logró la clasificación y el primer lugar el 10 de junio tras un 2 a 0 frente a Bulgaria, con goles de Valdano y Jorge Burruchaga. Por los octavos de final se enfrentó a Uruguay el 16 de junio, derrotándolo por 1 a 0 con un gol de Pedro Pasculli.
| 2 de junio de 1986, 12:00 | Argentina                     | 3:1 (2:0) | Corea del Sur | Estadio Olímpico, Ciudad de México                                              |                                                                                 |
|                           | Valdano 6', 46' · Ruggeri 18' | Reporte   | C.S. Park 73' | Asistencia: 60.000 espectadores Árbitro(s): Victoriano Sánchez Arminio (España) | Asistencia: 60.000 espectadores Árbitro(s): Victoriano Sánchez Arminio (España) |

| 5 de junio de 1986, 12:00 | Italia              | 1:1 (1:1) | Argentina    | Estadio Cuauhtémoc, Puebla                                            |                                                                       |
|                           | Altobelli 6' (pen.) | Reporte   | Maradona 34' | Asistencia: 32.000 espectadores Árbitro(s): Jan Keizer (Países Bajos) | Asistencia: 32.000 espectadores Árbitro(s): Jan Keizer (Países Bajos) |

| 10 de junio de 1986, 12:00 | Argentina                   | 2:0 (1:0) | Bulgaria | Estadio Olímpico, Ciudad de México                                   |                                                                      |
|                            | Valdano 3' · Burruchaga 76' | Reporte   |          | Asistencia: 65.000 espectadores Árbitro(s): Berny Ulloa (Costa Rica) | Asistencia: 65.000 espectadores Árbitro(s): Berny Ulloa (Costa Rica) |

| 16 de junio de 1986, 16:00 | Argentina    | 1:0 (1:0) | Uruguay | Estadio Cuauhtémoc, Puebla                                |                                                           |
|                            | Pasculli 42' | Reporte   |         | Asistencia: 26 000 espectadores Árbitro(s): Luigi Agnolin | Asistencia: 26 000 espectadores Árbitro(s): Luigi Agnolin |

### Inglaterra

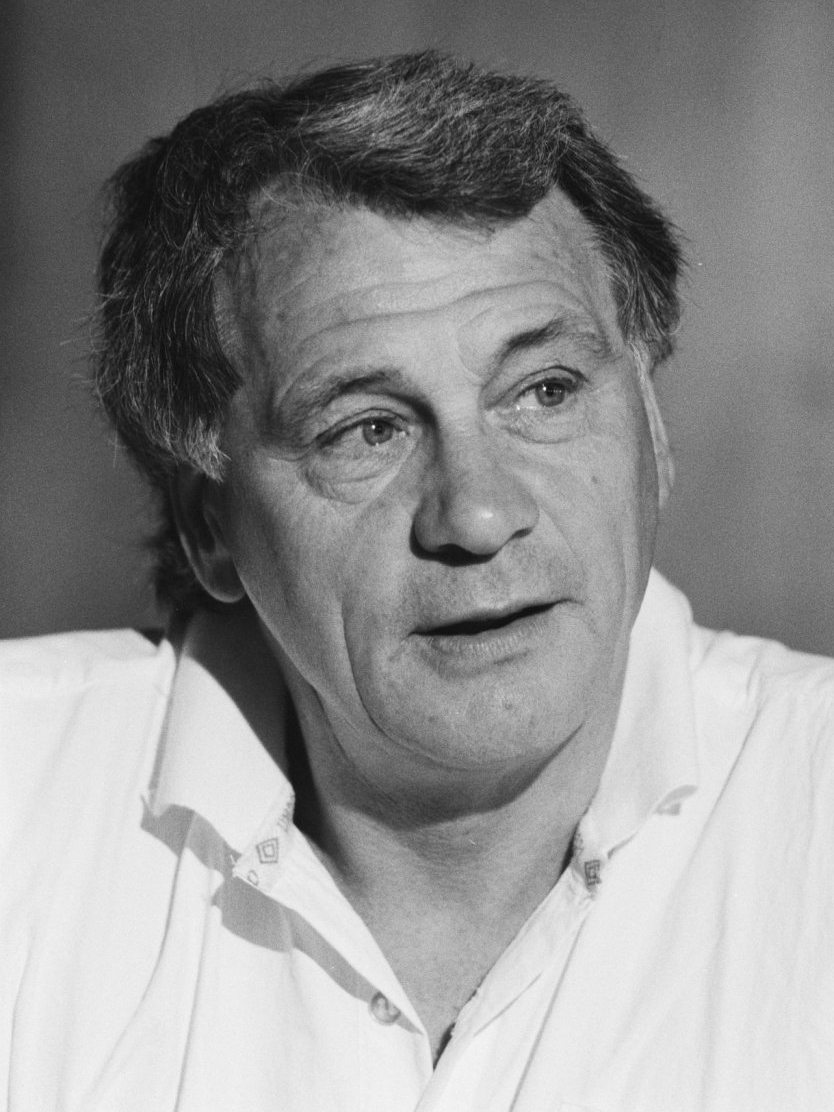
Bobby Robson, entrenador de Inglaterra.

La selección de Inglaterra finalizó su clasificación en las eliminatorias de la UEFA en el primer lugar del Grupo 3 en forma invicta, dejando en segundo lugar a Irlanda del Norte que también se clasificaría a la Copa del Mundo. A principios de 1986 realizó varios partidos amistosos con muy buenos resultados para el seleccionado: victorias por 4 a 0 a Egipto, 2 a 1 a Israel y 1 a 0 a la Unión Soviética, jugados entre los meses de enero y abril.
La preparación para México fue planificada por el entrenador Bobby Robson y comenzó en el mes de mayo en Colorado Springs, Estados Unidos, con un entrenamiento en altura en las instalaciones de la Academia de la Fuerza Aérea de los Estados Unidos. Hasta allí viajaron dieciocho jugadores, a los que luego se les sumarían cuatro jugadores del Everton que debían disputar la final de la FA Cup: Gary Stevens, Gary Lineker, Peter Reid y Trevor Steven.
Antes de viajar a México jugaron tres partidos amistosos contra selecciones: 4 a 1 a Corea del Sur el 14 de mayo, 3 a 0 a México tres días después y 1 a 0 a Canadá el 24 de ese mes.  Sin embargo, durante esos partidos tanto Bryan Robson como Lineker sufrieron lesiones que pusieron en riesgo su participación, Robson con molestias en el hombro y en los músculos isquiotibiales y Lineker con problemas en la muñeca.
Desde Vancouver el equipó viajó directamente a Monterrey, ciudad donde terminarían su preparación y jugarían la fase de grupos. Tras un partido amistoso frente a Monterrey el 28 de mayo que finalizó con una victoria por 4 a 1, la recuperación de Robson y la habilitación de la FIFA para que Lineker pudiera jugar con un yeso en su muñeca, Inglaterra estaba lista para comenzar su participación en la Copa del Mundo.
El debut fue un 3 de junio contra Portugal, en el Estadio Tecnológico. A pesar de los buenos resultados que habían tenido hasta el momento el partido finalizó con un derrota por 1 a 0, con el equipo teniendo problemas para aclimatarse a las altas temperaturas y teniendo que utilizar tanques de oxígeno durante el entretiempo. El segundo partido, contra Marruecos, no solo fue un fracaso por terminar en un empate sin goles, sino que se vio agravado por la expulsión de Ray Wilkins y la lesión, nuevamente en el hombro, de Bryan Robson. Con críticas de la prensa y la necesidad de ganar para clasificar a la próxima fase, se enfrentó a Polonia en Monterrey. Gracias a tres goles de Lineker en el primer tiempo Inglaterra obtenía el segundo lugar del grupo y la clasificación a los octavos de final.
Para la segunda fase el equipo viajó a la Ciudad de México, ya que el próximo partido contra Paraguay se disputaría en el Estadio Azteca. La FA había elegido un hotel ubicado en una zona ruidosa de la ciudad que no permitía dormir a los jugadores, por lo que terminaron cambiando el hotel y hospedándose en el mismo que la selección italiana. A pesar de los problemas previos el partido no fue complicado: dos goles de Lineker y uno de Peter Beardsley sellaron una victoria por 3 a 0 y le aseguraron al equipo un lugar entre los mejores ocho equipos del torneo.
| 3 de junio de 1986, 16:00 | Portugal          | 1:0 (0:0) | Inglaterra | Estadio Tecnológico, Monterrey                                             |                                                                            |
|                           | Carlos Manuel 75' | Reporte   |            | Asistencia: 23.000 espectadores Árbitro(s): Volker Roth (Alemania Federal) | Asistencia: 23.000 espectadores Árbitro(s): Volker Roth (Alemania Federal) |

| 6 de junio de 1986, 16:00 | Inglaterra | 0:0     | Marruecos | Estadio Tecnológico, Monterrey                                                     |                                                                                    |
|                           |            | Reporte |           | Asistencia: 20.200 espectadores Árbitro(s): Efrain Gabriel González Roa (Paraguay) | Asistencia: 20.200 espectadores Árbitro(s): Efrain Gabriel González Roa (Paraguay) |

| 11 de junio de 1986, 16:00 | Inglaterra           | 3:0 (3:0) | Polonia | Estadio Tecnológico, Monterrey                                  |                                                                 |
|                            | Lineker 9', 14', 34' | Reporte   |         | Asistencia: 22.700 espectadores Árbitro(s): Andre Daina (Suiza) | Asistencia: 22.700 espectadores Árbitro(s): Andre Daina (Suiza) |

| 18 de junio de 1986, 12:00 | Paraguay | 0:3 (0:1) | Inglaterra                       | Estadio Azteca, Ciudad de México                            |                                                             |
|                            |          | Reporte   | Lineker 31', 73' · Beardsley 56' | Asistencia: 98 728 espectadores Árbitro(s): Jamal Al-Sharif | Asistencia: 98 728 espectadores Árbitro(s): Jamal Al-Sharif |

## Previa del partido

### Nueva camiseta argentina
El entrenador de la selección argentina le había encargado a Le Coq Sportif, fabricante oficial de la indumentaria desde 1979 a 1989, una camiseta más liviana pensando en las temperaturas que debía jugar el equipo. La empresa cumplió con el pedido y las confeccionó utilizando la tecnología Air-Tech, que además de reducir el peso otorgaba mayor respiración, pero solo confeccionó las camisetas titulares. Argentina había usado en el partido contra Uruguay la camiseta suplente de color azul hecha de algodón, que les resultó incómoda a los jugadores durante el desarrollo del mismo.
Como Argentina tenía que volver a jugar con la camiseta azul, dado que la titular inglesa era blanca y en el sorteo se había determinado que el equipo de Robson usara la titular, y la empresa de indumentaria se había negado a fabricar las suplentes con la misma tecnología que las titulares en tan poco tiempo, Bilardo decidió confeccionar una. Con ayuda del parte del cuerpo técnico y del tercer arquero Héctor Zelada, consiguieron en una tienda unas camisetas de la marca Le Coq Sportif azules y con cuello en V. Según algunas fuentes, Bilardo eligió entre dos camisetas diferentes, mientras que según otras solo había una. Los números fueron confeccionados con una tela gris metalizada utilizada comúnmente para los números de fútbol americano, mientras que los escudos de la AFA también fueron distintos ya que un diseñador realizó uno nuevo, similar al utilizado anteriormente, que fue cosido en la camiseta.

### Hooligans y barras bravas
La violencia en los estadios era un problema en los dos países, tanto los hooligans en Inglaterra como los barras bravas en Argentina. En 1986 los muertos producto de las peleas entre los barras bravas seguían en aumento y algunos partidos del torneo de Primera División previos al mundial habían terminado con incidentes. En el caso de los hooligans, poco más de un año antes se había producido la Tragedia de Heysel, que tuvo un saldo de 39 muertos y causó que la UEFA prohibiera a los clubes ingleses participar de competiciones europeas por cinco años. En Monterrey, ciudad donde Inglaterra jugó todos sus partidos de la fase de grupos, también se registraron incidentes dentro y fuera del estadio que tuvieron como consecuencia varios arrestos por parte de la policía mexicana.
A diferencia del hooliganismo, las barras bravas son movimientos organizados que tienen el respaldo de los dirigentes de los clubes de fútbol, entrenadores y jugadores. Ese año habían viajado al torneo barras de varios clubes, aunque principalmente de Boca, que ya en el partido contra Uruguay habían causado incidentes tras pelearse con otros barras. Además de las peleas también presionaron a los jugadores para conseguir dinero:

Una vez llegó la barra brava de Boca y bloqueó la salida [...] Al frente estaba El Abuelo. Se bajó Bilardo para hablar, y atrás fue Diego, y hablaron algo, no sé qué, pero se fueron. Unos días después, vino uno de los jugadores y dijo que había que hacer una vaquita para los barrabravas. Muchos estaban de acuerdo pero saltó Valdano y dijo: "Si tengo que poner plata, la pongo para darle a Tito, a Moschella, a Galíndez —los auxiliares del plantel—, pero no para la hinchada". Maradona dijo: "Bueno, no se les da nada", y los demás se acoplaron.
Tito Benros, utilero de la selección argentina.

Durante el partido se produjeron varios incidentes entre los hooligans y los barras, el más importante se desarrolló en los primeros minutos del segundo tiempo. Pero los más graves sucedieron finalizado el partido, en las calles de la ciudad, y terminaron con heridos y 68 arrestos.

### Malvinas
Funcionarios de ambos países habían intentado que el partido no exaltara el conflicto diplomático entre Argentina y el Reino Unido. Antes del partido el ministro de Deporte se reunió con jugadores ingleses para recomendarles que no realizaran declaraciones políticas. Si bien el Gobierno argentino había puesto reparos a la realización del partido en 1984 cuando Independiente enfrentó a Liverpool en la Copa Intercontinental, en esta ocasión decidió no intervenir. Sin embargo, desde otras agrupaciones políticas sí hubo pedidos de diversa índole: para que se haga un minuto de silencio antes de comenzar el partido, para que Argentina juegue con un dibujo de las islas Malvinas en la camiseta y hasta para que se retire del torneo.

## El partido
Los cuartos de final se jugaron en el Estadio Azteca el 22 de junio ante 114 580 espectadores, en un campo de juego que se encontraba en malas condiciones. El árbitro seleccionado para el partido fue el tunecino Ali Bin Nasser, mientras que los asistentes fueron Bogdan Dotchev, de Bulgaria, y Berny Ulloa, de Costa Rica.
El partido comenzó al mediodía, por lo que a la dificultad física de jugar en los 2250 metros de altura en los que se encuentra la ciudad se le sumaron las altas temperaturas del verano mexicano. Durante toda la Copa del Mundo los partidos se disputaron durante el mediodía o las primeras horas de la tarde, una decisión que se basó en motivos exclusivamente comerciales ya que era el mejor horario para la transmisión de los partidos en los países europeos. Durante el torneo Maradona y Valdano se manifestaron públicamente en contra de esta decisión:

Sin nosotros esto no existiría. Lo que queremos es que se nos respete, como nosotros respetamos a todos. Por eso yo me pregunto, ¿por qué no se nos consulta a la hora de tomar determinaciones o aplicar reglamentaciones?
Diego Maradona.

Tácticamente Inglaterra mantuvo la formación 4-4-2 que había utilizado durante el torneo. Formó con Peter Shilton en el arco; una defensa compuesta por Gary Stevens, Terry Fenwick, Terry Butcher y Kenny Sansom; Trevor Steven, Steve Hodge, Peter Reid y Glenn Hoddle en el mediocampo; mientras que en el ataque se encontraban Gary Lineker y Peter Beardsley.
1
6
14
3
2
4
16
17
18
20
10
Robson mantuvo también la marca en zona y no le hicieron marca personal a ningún jugador argentino, ni siquiera a Maradona:

No mandé que marcaran a Maradona al hombre porque teníamos un gran equipo. Si ponía a uno de mis jugadores a hacerle marca personal iba a afectar a nuestro funcionamiento. Y yo creía firmemente que si jugábamos todo lo bien que podíamos, podríamos derrotar a Argentina. A pesar de Maradona.
Bobby Robson.

Argentina en cambio sí modificó su posicionamiento táctico a un 3-5-2, forzado principalmente por la segunda amarilla en el torneo que había recibido Oscar Garré en el partido contra Uruguay que lo obligaba a perderse los cuartos de final, siendo reemplazado por Julio Olarticoechea. Si bien Bilardo ya había utilizado esa táctica con anterioridad, no lo hacía desde una gira por Europa en 1984. La segunda modificación para el uso de este esquema fue el reemplazo de Pedro Pasculli, un delantero, por Héctor Enrique, un volante. En este esquema los tres defensores tienen un posicionamiento central, siendo flanqueados por dos mediocampistas con funciones más defensivas. Este sistema le permitió a Bilardo mantener cierta solidez defensiva mientras le otorgaba mayor libertad a un creador de juego como Maradona.
La defensa estuvo formada por José Luis Brown como líbero, siendo  acompañado por Oscar Ruggeri y José Cuciuffo en la posición de stoppers. Un mediocampo compuesto por Sergio Batista en el centro del campo, Ricardo Giusti y Enrique por la derecha, y Olarticoechea y Jorge Burruchaga por la izquierda. Tanto Giusti como Olarticoechea tenían funciones más defensivas, mientras que Enrique y Burruchaga tenían mayor proyección y actuaban como soporte para el ataque. En la delantera se ubicaron Jorge Valdano como un referente en el área y Diego Maradona, levemente por detrás de él.
18
5
19
9
2
16
14
12
7
10
11

### Primer tiempo
El partido se inició con Inglaterra sacando del medio, con un pase de Beardsley a Lineker. Durante los primeros minutos no hubo jugadas de peligro, hasta que en el minuto 9 Maradona se dirigió hacia el área y fue golpeado por Fenwick, recibiendo la primera amarilla del partido. Maradona ejecutó el tiro libre y, después de que la pelota pegara en la barrera, Shilton la envió al córner.
A los 12 minutos llegó la primera jugada de peligro iniciada por Inglaterra cuando Pumpido, intentando interceptar un pase largo de Hodges, se resbaló y le dio la oportunidad a Beardsley de anotar, pero este envió la pelota afuera. El resto del primer tiempo pasó sin jugadas relevantes, más allá de otro tiro libre pateado por Maradona.

### Segundo tiempo

#### La mano de Dios

Ilustración de la mano de Dios.

Los primeros minutos del segundo tiempo comenzaron con una mayor posesión argentina, la cual dio resultado en el minuto 6 cuando Olarticoechea se proyectó por la izquierda y dio un pase a Maradona, quien regateó a Hoddle y Reid y le pasó la pelota a Valdano antes de enfrentarse con Fenwick. Valdano no logró controlar el pase y Hodge intentó dar un pase hacia atrás a Shilton, sin notar que Maradona corrió hacia el área y, tras saltar para anticipar al arquero, impactó la pelota con su mano izquierda antes de que el jugador inglés pudiera despejarla.
Tras convertir el gol Maradona se dirigió al córner derecho a festejar mientras los jugadores ingleses, principalmente Shilton y Fenwick, se quejaban con el árbitro. Pero a pesar de las protestas, ni Ali Bin Nasser ni Bogdan Dotchev anularon el gol a pesar de que inicialmente tuvieron dudas:

Estaba esperando que Dotchev me diera una pista de lo que había pasado exactamente pero el no señaló la mano. Y las instrucciones que la FIFA nos dio antes del juego fueron claras - si un colega estaba en una mejor posición que la mía, debía respetar su visión.
Ali Bin Nasser.

Si bien sentí inmediatamente que había algo irregular, en ese entonces la FIFA no permitía a los asistentes discutir las decisiones del árbitro.
Bogdan Dotchev.

Sin embargo Maradona tardaría varios años en reconocer públicamente que el gol había sido con la mano, ya que al terminar el partido lo negaría utilizando una frase que finalmente denominaría el gol:

Lo hice con la cabeza de Maradona pero con la mano de Dios.
Diego Maradona.

#### El gol del siglo
Solo 4 minutos después del primer gol, en el minuto 55, Cuciuffo recuperó la pelota luego de un ataque inglés y dio un pase a Enrique que, ante la salida de Beardsley, se la entregó a Maradona. El capitán argentino giró y se quitó la marca tanto del delantero como de Reid.

Fui hacia él pero hizo ese giro sobre sí mismo que le permitió ganar un metro. Pisó la pelota y dio media vuelta. El movimiento tuvo un equilibrio y una clase impresionantes. Fue rápido, demasiado para mí, que no era un esprínter y, además, había llegado al partido con problemas en un tobillo. Jugué con dolor.
Peter Reid.

Luego se dirigió en velocidad hacia el arco de Inglaterra, eludiendo a Butcher en el camino.

Estaba más enojado con el segundo gol por la forma en que me venció. Venció al resto de los jugadores ingleses solo una vez, pero dio la impresión que me venció dos veces.
Terry Butcher.

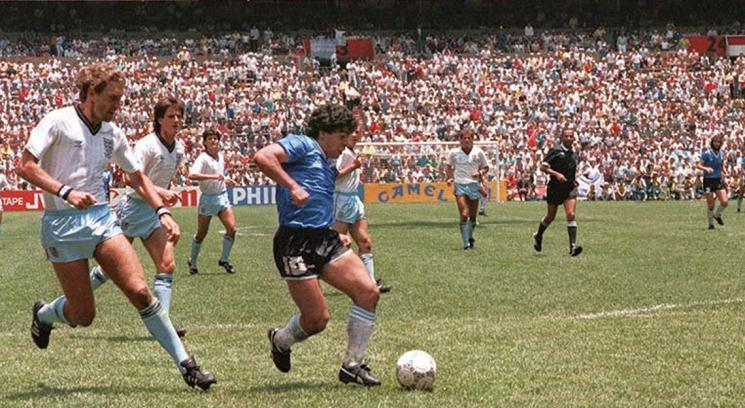
Maradona definiendo ante la mirada de Butcher.

También gambeteó a Fenwick antes de entrar finalmente al área.

En la primera parte me habían mostrado una tarjeta amarilla por hacerle faltas. Lo había acosado mucho y, en ese momento, estando en la última línea de defensa, me jugaba la expulsión. En otras circunstancias lo habría derribado. Pero tuve que tomar una decisión en menos de un segundo. Y, mientras dudaba, él se metió en el área y marcó.
Terry Fenwick.

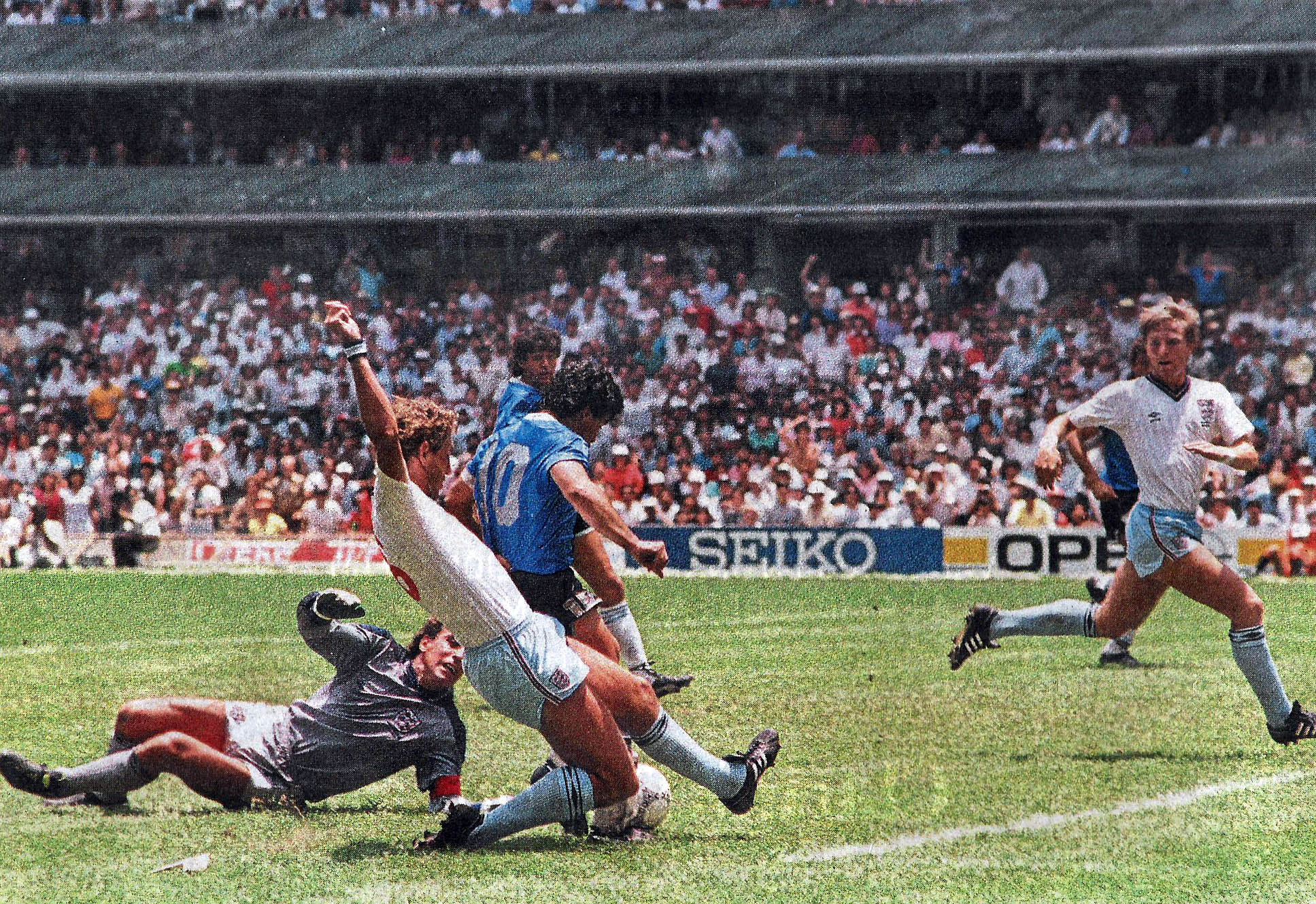
Shilton y Butcher intentaron evitar el gol.

Al ingresar en velocidad Shilton salió a achicar el espacio y Maradona lo regateó por la derecha, definiendo al arco mientras Butcher se barría para intentar quitarle la pelota, sin poder evitar el 2 a 0.

Maradona llevaba la pelota y Butcher le respiraba debajo del cuello. El 99 por ciento de los jugadores que están en esa situación optarían por rematar al arco. Yo esperaba eso y estaba listo, pero Maradona recién pateó cuando Butcher le cometía infracción. Me tiré pero fue una fracción de segundo tarde. Estuve cerca de tocar la pelota, pero no pude y fue gol. El estadio estalló.
Peter Shilton.

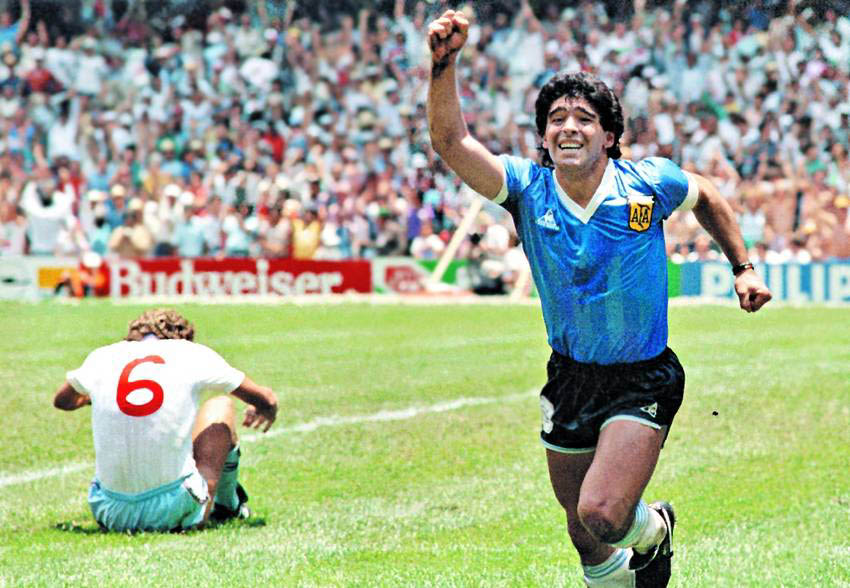
Maradona festeja su segundo gol.

El gol es conocido como el Gol del Siglo tras ser elegido como el mejor gol de la Copa del Mundo en una encuesta realizada por la FIFA en la que hubo más 340 mil votos. Asociado a esta jugada se encuentra el relato que realizó para la transmisión de Radio Argentina el periodista uruguayo Víctor Hugo Morales:

La va a tocar para Diego, ahí la tiene Maradona, lo marcan dos, pisa la pelota Maradona, arranca por la derecha el genio del fútbol mundial, deja el tendal y va a tocar para Burruchaga... ¡Siempre Maradona! ¡Genio! ¡Genio! ¡Genio! Ta-ta-ta-ta-ta-ta-ta-ta... Gooooool... Gooooool... ¡Quiero llorar! ¡Dios Santo, viva el fútbol! ¡Golaaazooo! ¡Diegoooool! ¡Maradona! Es para llorar, perdónenme... Maradona, en una corrida memorable, en la jugada de todos los tiempos... Barrilete cósmico... ¿De qué planeta viniste para dejar en el camino a tanto inglés, para que el país sea un puño apretado gritando por Argentina? Argentina 2 - Inglaterra 0. Diegol, Diegol, Diego Armando Maradona... Gracias Dios, por el fútbol, por Maradona, por estas lágrimas, por este Argentina 2 - Inglaterra 0.
Víctor Hugo Morales.

El término «barrilete cósmico» tiene su origen en la pelea periodística entre los que se encuadraban detrás de Menotti y los que lo hacían detrás de Bilardo. Menotti llamó en forma peyorativa «barrilete» a Maradona y Morales, defensor de Bilardo, comenzó a utilizar el término para referirse positivamente al capitán de la selección:

Si vamos al punto de vista técnico, Diego está estancado desde 1984, desde que se lesionó en Barcelona. Y como tipo, bueno, ahora se hace los rulitos, se puso un arito. En fin, es un barrilete, ¿no?.
César Luis Menotti.

#### El descuento de Inglaterra

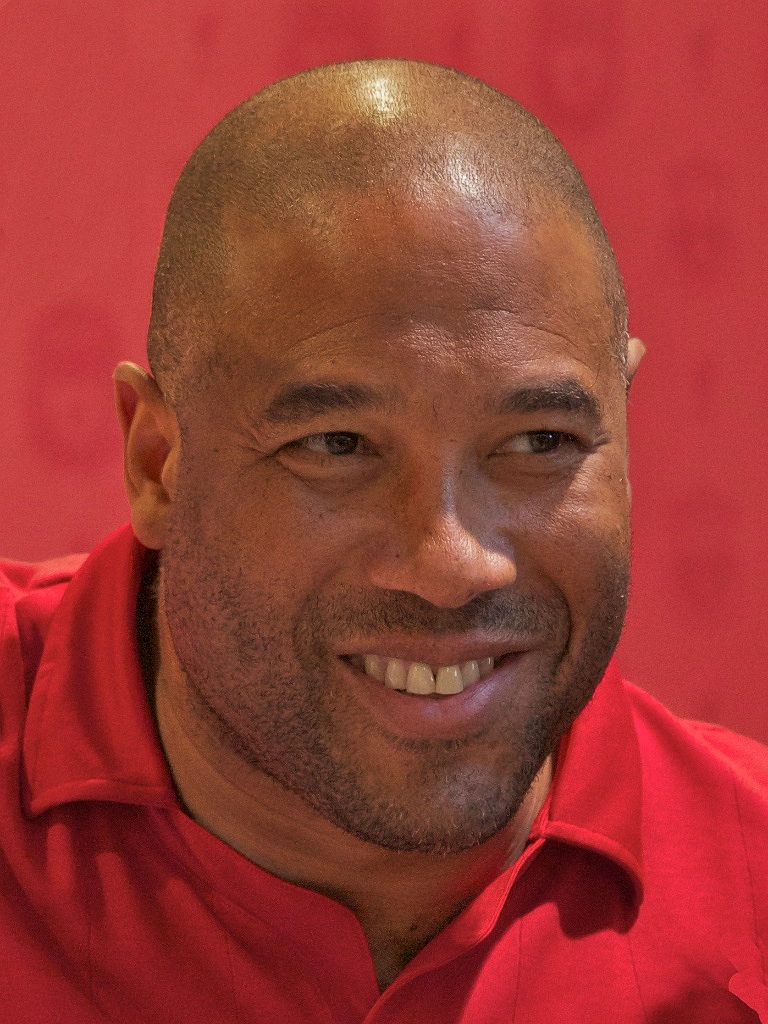
John Barnes ingresó en el minuto 74 por la banda izquierda.

Después del segundo gol Inglaterra comenzó a tener mayor posesión y en el minuto 60 Batista recibió la primera y única amarilla del equipo argentino. Cuatro minutos después Robson realizó el primer cambio, para aumentar la presencia en el ataque: salió del campo de juego Reid, un mediocampista, y entró Chris Waddle, el número 11, un delantero. A pesar de que Argentina no atacaba con la intensidad de los minutos anteriores, la defensa inglesa seguía teniendo problemas con Maradona, quien en una pelota dividida recibió otro golpe de Fenwick, esta vez con el codo, y debió salir del campo de juego por unos minutos.
A los 68 minutos del segundo tiempo, en una de las jugadas de mayor peligro inglesas, Hoddle pateó un tiro libre que fue enviado al córner por Pumpido. El arquero se lastimó un brazo en el intento y debió ser asistido por los médicos unos minutos después.
En el minuto 74 Robson realizó el segundo y último cambio disponible al reemplazar a Steven por Barnes, el número 19, un jugador más rápido para correr por la banda izquierda sobre la marca de Giusti.

Robson me dijo que fuera por la izquierda. "Solo corré por las bandas", me pidió. Me tenía que dedicar a pasar en velocidad a Giusti y a enviar centros.
John Barnes.

Bilardo en cambio realizó un cambio más defensivo, reemplazó a Burruchaga por Carlos Tapia, con el número 20, para aumentar la posesión en la mitad del campo:
1
6
14
3
2
4
19
11
18
20
10
18
5
19
9
2
16
14
12
20
10
11

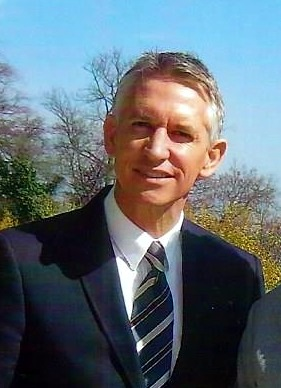
Gary Lineker marcó el gol de Inglaterra, convirtiéndose en el goleador del torneo.

La presión táctica y los cambios realizados por Robson dieron resultado en el minuto 81, cuando Barnes pasó a Enrique y Giusti y envió un centro al segundo palo que Lineker convirtió en gol con un cabezazo.
Tras el gol de Inglaterra reaparece en el juego Maradona, habilitando a Tapia quien envía la pelota al palo en la última ocasión argentina del partido. Inglaterra siguió presionando y a tres minutos del final Barnes volvió a desbordar a Enrique y envió un centro que fue despejado por Olarticoechea antes de que Lineker pudiera empatar el partido. A pesar de los desbordes de Barnes por el sector derecho y de disponer de un cambio más, Bilardo se negó a enviar a un lateral derecho al campo de juego:

Y después Barnes hizo otra jugada y Olarticoechea sacó la pelota en la línea. Me lo repitieron dos o tres muchachos, "Carlos, hay que parar a Barnes, cambie que perdemos". Pero me paralicé, no hice el cambio de boludo. Lo veía un ciego. Casi perdemos el Mundial por un capricho mío.
Carlos Bilardo.

A los 45 minutos y 57 segundos del segundo tiempo el árbitro dio por finalizado el partido y Argentina clasificó a las semifinales con un triunfo por 2 a 1.

### Resumen
| 18   | Guardameta     | Nery Pumpido           |     |
| 19   | Defensa        | Oscar Ruggeri          |     |
| 5    | Defensa        | José Luis Brown        |     |
| 9    | Defensa        | José Cuciuffo          |     |
| 14   | Centrocampista | Ricardo Giusti         |     |
| 7    | Centrocampista | Jorge Burruchaga       | 75' |
| 2    | Centrocampista | Sergio Batista         |     |
| 12   | Centrocampista | Hector Enrique         |     |
| 16   | Centrocampista | Julio Olarticoechea    |     |
| 10   | Delantero      | Diego Armando Maradona |     |
| 11   | Delantero      | Jorge Valdano          |     |
| D.T. | D.T.           | Carlos Bilardo         |     |

| 1    | Guardameta     | Peter Shilton   |     |
| 2    | Defensa        | Gary Stevens    |     |
| 14   | Defensa        | Terry Fenwick   |     |
| 6    | Defensa        | Terry Butcher   |     |
| 3    | Defensa        | Kenny Sansom    |     |
| 17   | Centrocampista | Trevor Steven   | 74' |
| 4    | Centrocampista | Glenn Hoddle    |     |
| 18   | Centrocampista | Steve Hodge     |     |
| 16   | Centrocampista | Peter Reid      | 69' |
| 10   | Delantero      | Gary Lineker    |     |
| 20   | Delantero      | Peter Beardsley |     |
| D.T. | D.T.           | Bobby Robson    |     |

| 20 | Centrocampista | Carlos Tapia | 75' |

| 11 | Delantero | Chris Waddle | 69' |
| 19 | Delantero | John Barnes  | 74' |

| Anotado | 51' | Maradona | 1-0 |
| Anotado | 55' | Maradona | 2-0 |

| Anotado | 81' | Lineker | 2-1 |

| Amonestado | 60' | Batista |

| Amonestado | 9' | Fenwick |

| Árbitro:             | Ali Bin Nasser |
| Árbitros asistentes: | Berny Ulloa    |
| Árbitros asistentes: | Bogdan Dotchev |
| Reporte              |                |

| 18   | Guardameta     | Nery Pumpido           |     |
| 19   | Defensa        | Oscar Ruggeri          |     |
| 5    | Defensa        | José Luis Brown        |     |
| 9    | Defensa        | José Cuciuffo          |     |
| 14   | Centrocampista | Ricardo Giusti         |     |
| 7    | Centrocampista | Jorge Burruchaga       | 75' |
| 2    | Centrocampista | Sergio Batista         |     |
| 12   | Centrocampista | Hector Enrique         |     |
| 16   | Centrocampista | Julio Olarticoechea    |     |
| 10   | Delantero      | Diego Armando Maradona |     |
| 11   | Delantero      | Jorge Valdano          |     |
| D.T. | D.T.           | Carlos Bilardo         |     |

| 1    | Guardameta     | Peter Shilton   |     |
| 2    | Defensa        | Gary Stevens    |     |
| 14   | Defensa        | Terry Fenwick   |     |
| 6    | Defensa        | Terry Butcher   |     |
| 3    | Defensa        | Kenny Sansom    |     |
| 17   | Centrocampista | Trevor Steven   | 74' |
| 4    | Centrocampista | Glenn Hoddle    |     |
| 18   | Centrocampista | Steve Hodge     |     |
| 16   | Centrocampista | Peter Reid      | 69' |
| 10   | Delantero      | Gary Lineker    |     |
| 20   | Delantero      | Peter Beardsley |     |
| D.T. | D.T.           | Bobby Robson    |     |

| 20 | Centrocampista | Carlos Tapia | 75' |

| 11 | Delantero | Chris Waddle | 69' |
| 19 | Delantero | John Barnes  | 74' |

| Anotado | 51' | Maradona | 1-0 |
| Anotado | 55' | Maradona | 2-0 |

| Anotado | 81' | Lineker | 2-1 |

| Amonestado | 60' | Batista |

| Amonestado | 9' | Fenwick |

| Árbitro:             | Ali Bin Nasser |
| Árbitros asistentes: | Berny Ulloa    |
| Árbitros asistentes: | Bogdan Dotchev |
| Reporte              |                |

## Consecuencias

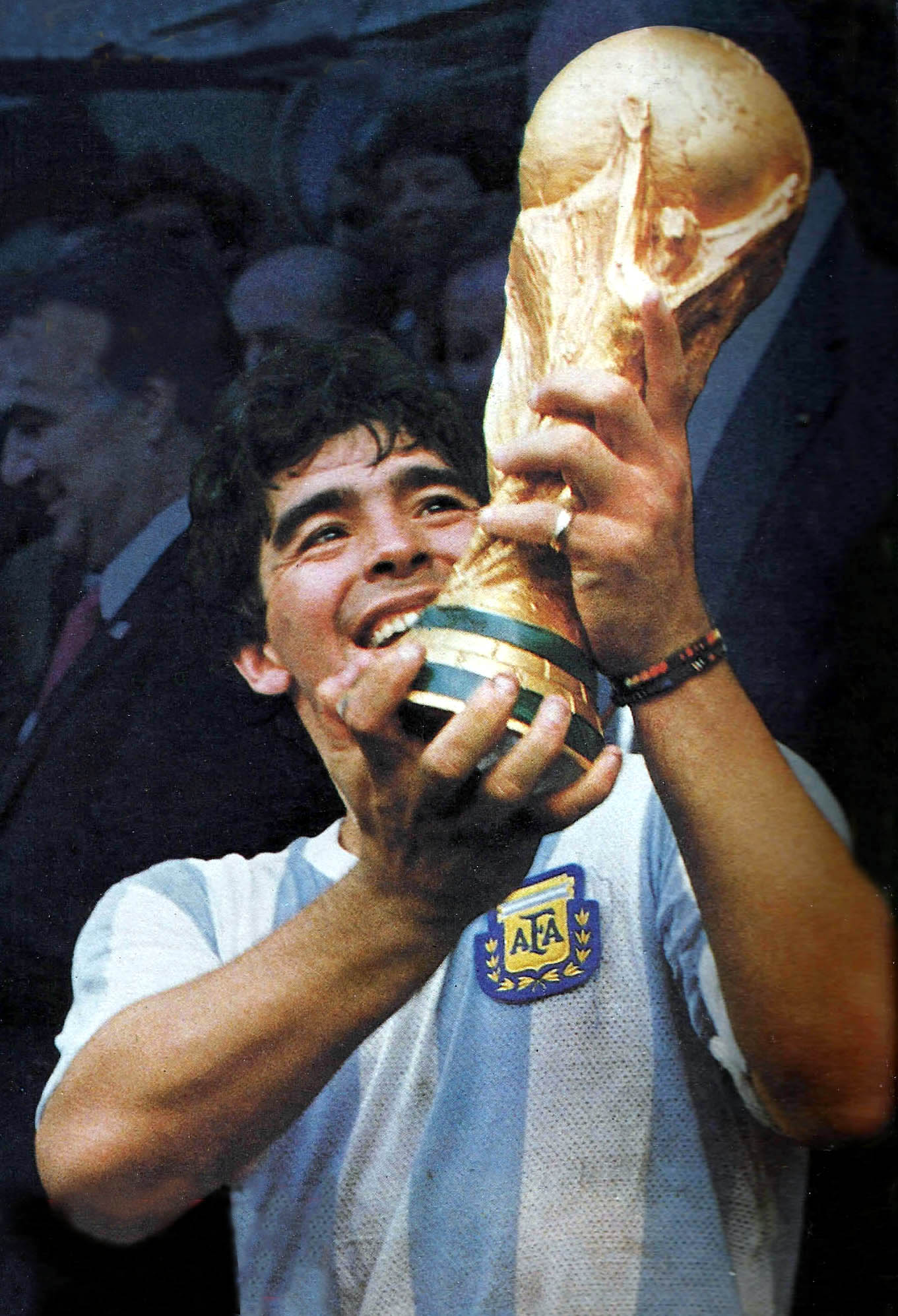
Maradona levantando la Copa Mundial de la FIFA.

Tras el partido tres jugadores de cada equipo fueron sorteados para realizar el control antidopaje. Los seleccionados fueron, en el caso de Inglaterra, Stevens, Butcher y Sansom; y en el de Argentina Enrique, Brown y Maradona.
Argentina clasificó a las semifinales y se enfrentó a Bélgica, que había vencido por penales a España, el 25 de junio también en el Estadio Azteca, ganando por 2 a 0 con dos goles de Maradona. Jugaría la final contra Alemania Federal cuatro días después, consagrándose campeón tras vencerla por 3 a 2 con goles de Brown, Valdano y Burruchaga.
El segundo gol fue elegido como el mejor gol en la historia de la Copa del Mundo en una encuesta realizada en el 2002. En cuanto al primero, el equipo inglés sentía que habían sido eliminados con trampa: 

Terry Butcher estaba enojado y con un estado de ánimo agresivo y todos los jugadores estaban hablando de eso. La sensación de haber sido engañados era abrumadora.
Steve Hodge.

La repercusión en los medios de comunicación fue masiva. Casi todos los medios del país hablaban de una "revancha" en relación con la Guerra de Malvinas, mientras que las portadas de los diarios ingleses se llenaron de frases como "robo", "Diego el tramposo" o "Genio y tramposo". El diario argentino Crónica tituló luego del partido "Maradona se escribe con M de Malvinas", El Gráfico tituló "No llores por mí Inglaterra" mientras que La Capital aseguró que "El fútbol le puso una sonrisa al país".
Si bien Inglaterra fue eliminada en cuartos de final, Lineker fue galardonado con el Botín de Oro por haber sido el goleador del torneo con seis tantos. Maradona fue el segundo goleador y fue seleccionado como el mejor jugador del torneo, por lo que se le otorgó el Balón de Oro.
La rivalidad futbolística entre los dos países se mantuvo y se enfrentaron en dos oportunidades más por partidos de la Copa del Mundo. El primero fue por los octavos de final de Copa del Mundo de 1998, en el que Argentina pasó a los cuartos de final en la definición por penales luego de un empate por 2 a 2. El segundo fue en la fase de grupos de la Copa del Mundo de 2002, en la que Inglaterra ganó 1 a 0 tras un gol de penal de David Beckham.